# Radialen per seconde
Radialen per seconde, aangeduid door rad s−1 of rad/s, is de SI-eenheid voor hoeksnelheid en cirkel- of hoekfrequentie.  De radiaal per seconde wordt gedefinieerd als de verandering van een oriëntatie (draaiing) van het object in radialen, dat elke seconde optreedt.
Als in een eenparig cirkelvormige beweging in over een tijdsverloop van 1 seconde een punt op het object een hoek van 1 rad doorloopt, bedraagt de hoeksnelheid 1 rad s−1. Dit is geillustreerd in onderstaande figuur.

Animatie van een rotatie (eenparig en cirkelvormig)

In deze figuur staat de rode pijl voor een draaiing over een hoek van 1 radiaal (ongeveer 57,3°), de blauwe pijl is de gehele cyclus van de draaiing. Onder de draaiende smiley staat de tijd in seconden (groen), de rotatie in radialen (rood) en de rotatie in aantal cycli (blauw). In de animatie doorloopt de smiley anderhalve cyclus (360° + 180°) wat overeenkomt met ca. 9,42 (360 + 180) / 57,3 radialen. De tijd dat de smiley daarover doet is 5,4 seconden. De hoeksnelheid bedraagt 1,75 radialen per seconden (9,42/5,4), de draaifrequentie 0,28 Hz (1,5 cyclus / 5,4 seconden).
Aangezien de radiaal als verhoudingsgetal dimensieloos is, komt de eenheid rad s−1 qua dimensie overeen met s−1, dus met hertz. Toch kan de hoeksnelheid niet in Hz uitgedrukt worden, de dimensie is wel hetzelfde maar de betekenis niet. Dit kan verwarrend zijn. De hoeksnelheid of hoekfrequentie {\displaystyle \omega } wordt uitgedrukt in radialen/seconde. De "gewone frequentie" {\displaystyle \nu }, het aantal draaiingen over 360 graden per seconde, wordt uitgedrukt in Hz.  

## Omrekening
In onderstaande tabel is aangegeven hoe de hoeksnelheid in radialen/seconden kan worden omgerekend naar andere eenheden van frequentie:
| Hoeksnelheid in radialen ω         | (Gewone) frequentie {\displaystyle \nu =\omega /{2\pi }} |
| ---------------------------------- | -------------------------------------------------------- |
| 2π (ca. 6,28) radialen per seconde | precies 1 hertz (Hz)                                     |
| 1 radiaal per seconde              | ongeveer 0,159155 Hz                                     |
| 1 radiaal per seconde              | ongeveer 57,29578 graden per seconde                     |
| 1 radiaal per seconde              | ongeveer 9,5493 omwentelingen per minuut (rpm)           |
| 0,1047 radiaal per seconde         | ongeveer 1 rpm                                           |

## Voordelen
Het gebruik van de eenheid rad/s heeft voordelen, onder andere in engineering. Bijvoorbeeld is het vermogen {\displaystyle p} dat wordt geleverd door een draaiende as gelijk aan de hoeksnelheid {\displaystyle \omega } (in rad/s) vermenigvuldigd met het moment {\displaystyle \tau } dat op de as wordt uitgeoefend uitgedrukt in newtonmeter, volgens de eenvoudige formule {\displaystyle p=\omega \,\tau }. Het geleverde vermogen wordt dan uitgedrukt in watt, en er zijn geen coëfficiënten nodig, hetgeen wel het geval is in andere systemen van eenheden.

## Periode en hoeksnelheid
Vaak beschrijft men een eenparige cirkelvormige beweging aan de hand van de periode, de tijd benodigd voor één rondgang. Als de periode {\displaystyle T} seconden is, wordt in 1 seconde een hoek
{\displaystyle {\frac {2\pi }{T}}\ {\text{rad}}}
doorlopen. De (constante) hoeksnelheid is dan dus
{\displaystyle {\frac {2\pi }{T}}\ {\text{rad s}}^{-1}}